# 뷜 오지에
뷜 오지에(Bulle Ogier, 1939년 8월 9일 ~ )는 프랑스의 배우이다.

## 출연 작품
- 더 펄스 시크릿 (2016)
- 홉풀리 (2015, Encore heureux)
- 부메랑 (2015)
- 언 퓨 플러스 (2012)
- 다니엘 쉬미트 (2010)
- 샹트라파 (2010)
- 파세-파세 (2008)
- 또 다른 남자 (2008)
- 이 밤 (2008)
- 도끼에 손대지 마라 (2007)
- 프레드 아스테어의 친구 (2007, Faut que ça danse !)
- 세브린느, 38년 후 (2006)
- 신경쇠약 직전의 신부 (2005)
- 투 (2002)
- 메어시 닥터 레이 (2002)
- 바닷가에서 (2002)
- 성의 혼란 (2000)
- 비너스 보떼 (1999)
- 거짓말의 빛깔 (1999)
- 섀터드 이미지 (1998)
- 이마 베프 (1996)
- 네가 죽을 것을 잊지마라 (1995)
- 그들이 어떻게 추락하는지 보라 (1994)
- 북쪽 (1991)
- 4인조 (1988)
- 나의 경우 (1986)
- 트리처스 (1983)
- 아가타와 끝없는 독서 (1981)
- 북쪽에 있는 다리 (1981)
- 제3세대 (1979)
- 대결 (1976)
- 메이트리스 (1976)
- 천사가 지나간다 (1975)
- 라 팔로마 (1974)
- 셀린느와 줄리 배타러 가다 (1974)
- 러블리 스와인 (1973)
- 은밀한 투영 (1973, Projection privée)
- 구름에 가린 계곡 (1972)
- 부르주아의 은밀한 매력 (1972)
- 아웃 원 (1971)
- 피에르와 폴 (1969)
- 미치광이 같은 사랑 (1969, L'Amour fou)
- 뽈리나는 떠나고 (1969, Paulina s'en va)